# Rodolfo Ferrari
Rodolfo Ferrari (1864, Staggia (San Prospero, Emília-Romanya) - Roma (Laci), 10 de gener, 1919), va ser un director d'orquestra italià.
Rodolfo Ferrari va estudiar música inicialment amb el seu pare, un músic aficionat, després va continuar amb Alessandro Busi al Conservatori (Liceo Musicale) de Bolonya, i es va graduar en composició el 1882.
Ferrari va aparèixer als teatres italians i estrangers més importants, dirigint tant òperes com música simfònica, i es va sentir especialment atret per les òperes de Richard Wagner.
Entre les estrenes mundials dirigides per Ferrari, destaquen les de L'amico Fritz (Roma, 1891) i Silvano (Milà, 1895) de Pietro Mascagni, Andrea Chénier (Milà, 1896) i Regina Diaz (Nàpols, 1894) d'Umberto Giordano, La Tilda de Francesco Cilea, I Medici de Ruggero Leoncavallo (1892), (Milà, 1893), La colonia libera de Pietro Floridia (Roma, 1899), Ondina de Giovanni Bucceri (Nàpols, 1917) i Villa Clermont de Daniele Napoletano (Nàpols, 1918).
Ferrari va ser el director de les primeres representacions italianes de Manon de Jules Massenet (Milà, 1894) i Parsifal (Bolonya, 1914). Durant la temporada 1917-1918 va dirigir diverses òperes italianes a la Metropolitan Opera de Nova York.
Ferrari es va casar amb l'arpista Cleopatra Serato. Va morir a Roma i va ser enterrat al cementiri de la Certosa de Bolonya.